# Richard Lydekker
Richard Lydekker (25/7/1849 tại London - 16/4/1915 tại Harpenden) là một nhà tự nhiên học, nhà địa chất kiêm nhà văn người Anh, đã viết một loạt sách về lịch sử tự nhiên.

## Tiểu sử

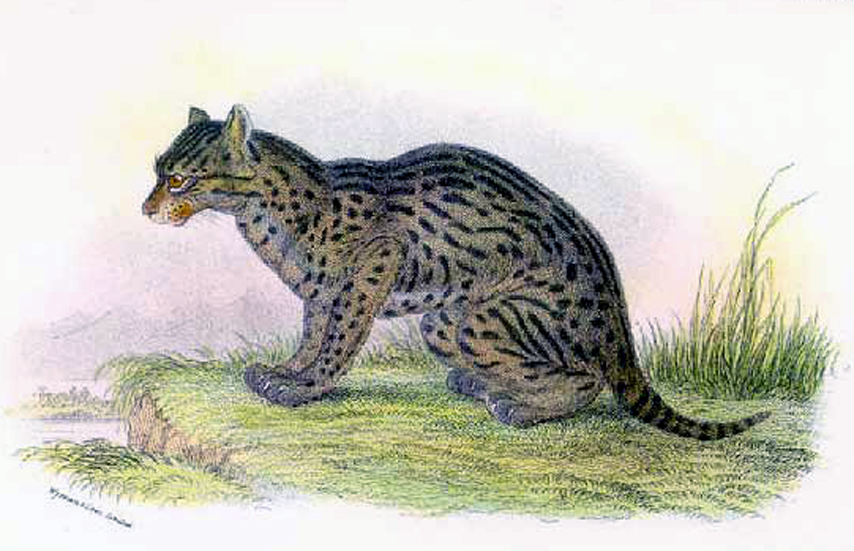
Mèo cá (Prionailurus viverrinus) minh họa trong sách của Lydekker.

Lydekker sinh ra tại London. Ông học trường Cao đẳng Trinity và tại đây ông trở thành cử nhân khoa học tự nhiên hạng I năm 1872. Từ năm 1874 tới năm 1882 ông làm việc tại Cục trắc đạc địa chất Ấn Độ và thực hiện các nghiên cứu về cổ sinh học động vật có xương sống ở bắc Ấn Độ (đặc biệt là khu vực Kashmir). Từ năm 1882 tới năm 1896 ông làm việc tại Bảo tàng lịch sử tự nhiên London. Ông là người chịu trách nhiệm lập danh lục các hóa thạch thú, bò sát và chim cho Bảo tàng này. Sau đó cho tới năm 1913 ông làm việc tại Phòng trưng bày động vật có vú. Năm 1893, ông tới Argentina để khảo sát hóa thạch động vật có vú tại đây. Một năm sau, tức năm 1894, ông trở thành thành viên của Hiệp hội Hoàng gia London và từ năm 1898 tới năm 1900 là người đứng đầu Hội đồng động vật của Hiệp hội.
Lydekker cũng là người có ảnh hưởng trong khoa học địa sinh học. Năm 1895 ông vạch ra ranh giới địa sinh học xuyên qua Indonesia, được biết đến như là đường Lydekker, chia tách Wallacea ở phía tây ra khỏi Australia-New Guinea ở phía đông.
Ông đã được trao Huy chương Lyell năm 1902.

## Một số tác phẩm
- Geology of Kashmir (Địa chất Kashmir)
- Indian Tertiary Vertebrata (Động vật có xương sống kỷ đệ Tam Ấn Độ)
- A Manual of Palaeontology (Cẩm nang cổ sinh vật học), 1889, đồng tác giả với Henry Alleyne Nicholson (1844-1899).
- The Wild Animals of India, Burma, Malaya, and Tibet (Động vật hoang dã của Ấn Độ, Myanma, Malaya và Tây Tạng)
- The Great and Small Game of Neurope, North and Weste Asia, and America (Trò chơi lớn và nhỏ của châu Âu, Bắc và Tây Á, và châu Mỹ)
- Catalogues of Fossil Mammals (Danh lục hóa thạch thú), 1885-1887, 5 quyển
- Reptiles and Birds in the British Museum (Bò sát, chim tại Bảo tàng Anh), 1888-1891, 5 quyển.
- An Introduction to the Study of Mammals (Nhập môn nghiên cứu động vật có vú), 1891, đồng tác giả với William Henry Flower (1831-1899).
- Royal Natural History (Lịch sử tự nhiên hoàng gia), London, Frederick Warne & Co, 1893-1896, một công trình bao gồm 6 quyển.
- Wildlife of the World (Động vật hoang dã thế giới), 3 quyển, xuất bản năm 1916 sau khi ông đã mất.